# Axelina Johansson
Axelina Johansson, född 20 april 2000, är en svensk friidrottare med specialisering på kastgrenar, främst kulstötning och diskus. Hon är uppvuxen i Hagafors i Vaggeryds kommun, har även bott i Falun, och tävlar för stockholmsklubben Hässelby SK.
Vid en kulstötningstävling i Falun den 27 juli 2020 stötte hon 17,49, vilket var en förbättring av hennes personliga rekord med över en meter. Vid SM i friidrott 2020 i Uppsala den 14 augusti stötte hon som bäst 16,85 vilket räckte till bronsmedalj. I VM-kvalet i Eugene den 15 juli 2022 förbättrade hon sitt personliga rekord till 18,57 och gick till final. I finalen slutade hon tolva. 
Den 4 februari 2023 satte Axelina Johansson nytt svenskt inomhusrekord i kula, när hon stötte 19,30 vid tävlingar i Lincoln i Nebraska, vilket är en cm längre än Fanny Roos tidigare svenska inomhusrekord. Den 14 maj 2023 satte Axelina Johansson nytt svenskt rekord i kula, när hon stötte 19,54 vid i Big Ten Championships i Bloomington i Indiana..